# Palazzuolo sul Senio
Palazzuolo sul Senio – miejscowość i gmina we Włoszech, w regionie Toskania, w prowincji Florencja.
Według danych na rok 2004 gminę zamieszkiwało 1300 osób, 11,9 os./km².